# Emilio Maraini
Emilio Maraini (Lugano, 27 novembre 1853 – Roma, 5 dicembre 1916) è stato un imprenditore e politico svizzero naturalizzato italiano, considerato il fondatore dell'industria saccarifera italiana.

## Biografia
Terzogenito di Giovanni e Orsolina Torricelli. In giovane età si sposta a Zofingen per studiare le lingue; a 20 anni, in seguito alla morte della madre e per aiutare economicamente la famiglia, si trasferì nei Paesi Bassi dove trovò lavoro presso la ditta Koch & Flierbohm di Rotterdam, attiva nel commercio con le colonie olandesi nei Caraibi e nell'Asia sud-orientale.
Occupa ben presto una posizione preminente nel settore dell'importazione dello zucchero di canna; successivamente si trasferisce a Praga per studiare la produzione di zucchero di barbabietola in Boemia. Qui fonda una propria azienda specializzata nell'esportazione di questo tipo di zucchero verso i Paesi Bassi e il Regno Unito. Convinto di poter lanciare questa coltivazione in Italia, che all'epoca era pressoché totalmente dipendente dalle importazioni, si trasferisce prima a Roma poi a Rieti, dove nel 1887 rileva lo Zuccherificio di Rieti e inizia una collaborazione con un grande proprietario terriero della zona, il principe Giovanni Potenziani, diffondendo la coltivazione della barbabietola da zucchero nella Piana Reatina.  
"Fu per questa sua idea di coniugare l'agricoltura con l'industria che Maraini interpretò l'uomo della nuova frontiera. Tra mille sforzi egli aprì al futuro la città della ridotta, del fortino chiuso, della linea Maginot rialzata, come era a quell'epoca Rieti. E insieme fu personaggio equilibrato, atteso da tempo per dare un senso di giustizia al lavoro, sia agli investimenti dei padroni che alla fatica dei mezzadri".

Lo zuccherificio di Rieti

Grazie ad un nuovo approccio nelle tecniche di coltivazione, l'attività ebbe un notevole successo e Rieti diventa il centro della sua attività industriale; a poche centinaia di metri dallo zuccherificio, costruisce la Villa Maraini (oggi un bed and breakfast, in via Liberato di Benedetto).  
Accumulò un'ingente fortuna grazie ai vantaggi dei quali godevano i produttori di zucchero in Italia, liberi di imporre il prezzo di vendita a danno dei consumatori grazie alla protezione dalla concorrenza internazionale assicurata dai dazi d'importazione. Questa situazione di monopolio, frutto di accordi del trust dei zuccherieri con i governi allora in carica fu ripetutamente denunciata sia in Parlamento e con documentata veemenza dai giornali del tempo.
Ricevette la cittadinanza italiana ed ebbe anche una breve carriera politica. Fu consigliere comunale di Rieti e nel 1900 venne eletto alla Camera dei deputati rimanendovi fino al 1916, anno della morte. La città di Rieti gli ha intitolato il viale che, affiancando lo zuccherificio, collega il quartiere Madonna del Cuore al centro storico di Rieti.

## Opere
- Memoria sulla fabbricazione dello zucchero indigeno di barbabietola, 1893.
- Norme per la coltivazione della Barbabietola da Zucchero, Savigliano 1893.
- Discorso pronunziato dal deputato Emilio Maraini in Legnago il 18 novembre 1900.
- Gli zuccheri e la convenzione di Bruxelles, in Nuova Antologia, 1º dicembre 1902.